# Skeveruds-Lidtjärnen
Skeveruds-Lidtjärnen är en sjö i Säffle kommun i Värmland och ingår i Göta älvs huvudavrinningsområde.